# 20544 Kimhansell
20544 Kimhansell è un asteroide della fascia principale. Scoperto nel 1999, presenta un'orbita caratterizzata da un semiasse maggiore pari a 2,3246915 UA e da un'eccentricità di 0,0791494, inclinata di 8,82621° rispetto all'eclittica.